# Franciszek Godlewski
Pour les articles homonymes, voir Godlewski.
Franciszek Godlewski, né vers 1834 et mort le 4 février 1863 à Rawa Mazowiecka, est un partisan polonais de l'insurrection de Janvier et membre du Comité central national.

## Biographie
Franciszek Godlewski est issu d'une famille de la noblesse provinciale de Łomża. En 1857, il fait partie d'un cercle de jeunes conspirateurs. En 1858, il part en mission à Paris, où il rencontre Ludwik Mierosławski.
De retour à Varsovie, il participe à la préparation d'actions conspiratrices et de manifestations patriotiques en 1860-1861. En octobre 1860, lors de la Conférence de Varsovie, il entrave les illuminations et les bals accompagnant le congrès, et lors d'une représentation de gala au Grand Théâtre de Varsovie, il asperge les sièges d'un liquide nauséabond. Proche d'Apollo Korzeniowski, il devient membre de la commission municipale qu'il a formée. À partir de décembre 1861, il édite le journal secret de la conspiration, Pobudka. Il est arrêté par les Russes le 10 avril 1862 pour avoir organisé des manifestations contre le primat Zygmunt Szczęsny Feliński. Il est condamné à une peine de prison ferme. Libéré à l'automne 1862, il devient membre du Comité central national.
En décembre 1862, il est envoyé à Paris avec un fonds pour acheter des armes. Là, il est détenu à l'hôtel Corneille par la police française et une copie des documents est envoyée à Varsovie par le député russe Badberg. À son retour, il est tué à la bataille de Rawa (en),.